# Neoscona
Neoscona is een geslacht van spinnen uit de  familie van de wielwebspinnen (Araneidae).

## Soorten
- Neoscona achine (Simon, 1906)
- Neoscona adianta (Walckenaer, 1802) (Heidewielwebspin)
  - Neoscona adianta persecta (Schenkel, 1936)
- Neoscona alberti (Strand, 1913)
- Neoscona albertoi Barrion-Dupo, 2008
- Neoscona aldinei Barrion-Dupo, 2008
- Neoscona amamiensis Tanikawa, 1998
- Neoscona ampoyae Barrion-Dupo, 2008
- Neoscona angulatula (Schenkel, 1937)
- Neoscona arabesca (Walckenaer, 1841)
- Neoscona bengalensis Tikader & Bal, 1981
- Neoscona bihumpi Patel, 1988
- Neoscona biswasi Bhandari & Gajbe, 2001
- Neoscona blondeli (Simon, 1886)
- Neoscona bomdilaensis Biswas & Biswas, 2006
- Neoscona bucheti (Lessert, 1930)
  - Neoscona bucheti avakubiensis (Lessert, 1930)
  - Neoscona bucheti flexuosa (Lessert, 1930)
- Neoscona byzanthina (Pavesi, 1876)
- Neoscona cereolella (Strand, 1907)
  - Neoscona cereolella setaceola (Strand, 1913)
- Neoscona cheesmanae (Berland, 1938)
- Neoscona chiarinii (Pavesi, 1883)
- Neoscona chongzuoensis Zhang & Zhang, 2011
- Neoscona chrysanthusi Tikader & Bal, 1981
- Neoscona crucifera (Lucas, 1838)
- Neoscona dhruvai Patel & Nigam, 1994
- Neoscona dhumani Patel & Reddy, 1993
- Neoscona domiciliorum (Hentz, 1847)
- Neoscona dostinikea Barrion & Litsinger, 1995
- Neoscona dyali Gajbe, 2004
- Neoscona facundoi Barrion-Dupo, 2008
- Neoscona flavescens Zhang & Zhang, 2011
- Neoscona goliath (Benoit, 1963)
- Neoscona hirta (C. L. Koch, 1844)
- Neoscona holmi (Schenkel, 1953)
- Neoscona jinghongensis Yin et al., 1990
- Neoscona kisangani Grasshoff, 1986
- Neoscona kivuensis Grasshoff, 1986
- Neoscona kunmingensis Yin et al., 1990
- Neoscona lactea (Saito, 1933)
- Neoscona leucaspis (Schenkel, 1963)
- Neoscona lipana Barrion-Dupo, 2008
- Neoscona lotan Levy, 2007
- Neoscona maculaticeps (L. Koch, 1871)
- Neoscona marcanoi Levi, 1993
- Neoscona melloteei (Simon, 1895)
- Neoscona menghaiensis Yin et al., 1990
- Neoscona molemensis Tikader & Bal, 1981
- Neoscona moreli (Vinson, 1863)
- Neoscona mukerjei Tikader, 1980
- Neoscona multiplicans (Chamberlin, 1924)
- Neoscona murthyi Patel & Reddy, 1990
- Neoscona nautica (L. Koch, 1875)
- Neoscona novella (Simon, 1907)
- Neoscona oaxacensis (Keyserling, 1864)
- Neoscona odites (Simon, 1906)
- Neoscona oriemindoroana Barrion & Litsinger, 1995
- Neoscona orientalis (Urquhart, 1887)
- Neoscona orizabensis F. O. P.-Cambridge, 1904
- Neoscona parambikulamensis Patel, 2003
- Neoscona pavida (Simon, 1906)
- Neoscona penicillipes (Karsch, 1879)
- Neoscona platnicki Gajbe & Gajbe, 2001
- Neoscona plebeja (L. Koch, 1871)
- Neoscona polyspinipes Yin et al., 1990
- Neoscona pratensis (Hentz, 1847)
- Neoscona pseudonautica Yin et al., 1990
- Neoscona pseudoscylla (Schenkel, 1953)
- Neoscona punctigera (Doleschall, 1857)
- Neoscona quadrigibbosa Grasshoff, 1986
- Neoscona quincasea Roberts, 1983
- Neoscona rapta (Thorell, 1899)
- Neoscona raydakensis Saha et al., 1995
- Neoscona rufipalpis (Lucas, 1858)
  - Neoscona rufipalpis buettnerana (Strand, 1908)
- Neoscona sanghi Gajbe, 2004
- Neoscona sanjivani Gajbe, 2004
- Neoscona scylla (Karsch, 1879)
- Neoscona scylloides (Bösenberg & Strand, 1906)
- Neoscona semilunaris (Karsch, 1879)
- Neoscona shillongensis Tikader & Bal, 1981
- Neoscona simoni Grasshoff, 1986
- Neoscona sinhagadensis (Tikader, 1975)
- Neoscona sodom Levy, 1998
- Neoscona stanleyi (Lessert, 1930)
- Neoscona subfusca (C. L. Koch, 1837)
  - Neoscona subfusca alboplagiata Caporiacco, 1947
  - Neoscona subfusca pallidior (Thorell, 1899)
- Neoscona subpullata (Bösenberg & Strand, 1906)
- Neoscona tedgenica (Bakhvalov, 1978)
- Neoscona theisi (Walckenaer, 1841)
  - Neoscona theisi carbonaria (Simon, 1909)
  - Neoscona theisi feisiana (Strand, 1911)
  - Neoscona theisi savesi (Simon, 1880)
  - Neoscona theisi theisiella (Tullgren, 1910)
  - Neoscona theisi triangulifera (Thorell, 1878)
- Neoscona tianmenensis Yin et al., 1990
- Neoscona triangula (Keyserling, 1864)
  - Neoscona triangula mensamontella (Strand, 1907)
- Neoscona triramusa Yin & Zhao, 1994
- Neoscona ujavalai Reddy & Patel, 1992
- Neoscona usbonga Barrion & Litsinger, 1995
- Neoscona utahana (Chamberlin, 1919)
- Neoscona vigilans (Blackwall, 1865)
- Neoscona xishanensis Yin et al., 1990
- Neoscona yadongensis Yin et al., 1990
- Neoscona yptinika Barrion & Litsinger, 1995
- Neoscona zhui Zhang & Zhang, 2011